# 异龙中鲤
异龙中鲤（学名：Cyprinus yilongensis），又名異龍鯉，俗名红眼尖嘴、小红眼鱼，为輻鰭魚綱鯉形目鲤科鲤属的其中一種鱼类，是中国的特有物种。因栖息地受毁灭性破坏而在1981年灭绝。

## 分布
仅分布于亞洲中國雲南省异龙湖等流域。该物种的模式产地在云南异龙湖。

## 形态
本魚身體橘色的在眼的上半部，在頭部與身體的頂端上的淺灰色的黑色或深的綠色中，銀白色的在側邊上;胸鰭與腹鰭些微黃色。頭部錐形與吻尖；下頜些微地伸出；觸鬚2對，棲息在中底層水域，體長可達13公分。

## 习性
成鱼栖息于湖中没有水草的深处，主要以浮游生物为食，每年4月至5月为产卵季节，卵粘于草上。

## 灭绝
1952年及1977年，人类两次对异龙湖实施“开河放水”，造成水位剧降。1981年4月湖水彻底干涸长达20余天，异龙中鲤自此绝迹，1983年至1984年期间及以后的对异龙湖的科学勘探均未能再找到其踪影。1996年起，国际自然保护联盟濒危物种红色名录正式将其列为绝灭。

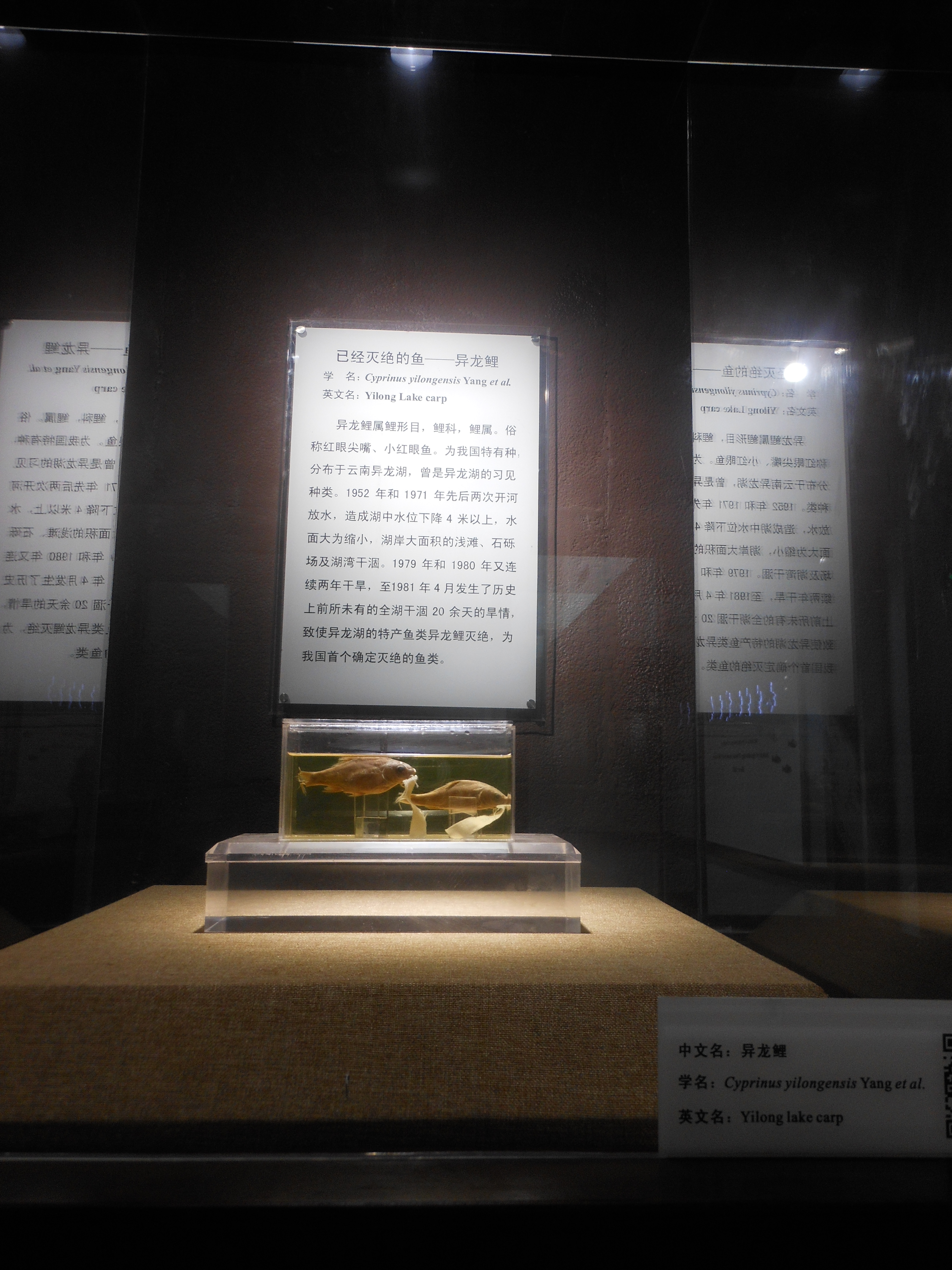
武汉中国科学院水生生物研究所水生生物博物馆中的异龙中鲤标本

## 扩展阅读
維基物種上的相關：异龙中鲤